# کینودی‌اکسی‌کولیک اسید
کینودی‌اُکسی‌کولیک اسید (به انگلیسی: Chenodeoxycholic acid) با فرمول شیمیایی C24H40O4 یک ترکیب شیمیایی است. که جرم مولی آن ۳۹۲٫۵۷ گرم بر مول می‌باشد. 